# Walter Slaje
Walter Slaje (* 17. Juni 1954 in Graz) ist ein österreichischer Indologe.

## Leben
Slaje war von 1984 bis 1995 an der Universitätsbibliothek Graz als Fachreferent für orientalische Sprachen und Kulturen sowie als Leiter der Sammlung wissenschaftlicher Nachlässe beschäftigt. Das Studium der Fächer Indologie, Tibetologie und Buddhismuskunde wurde 1983 an der Universität Wien mit der Promotion beschlossen. Nach einem Aufenthalt als Alexander von Humboldt-Forschungsstipendiat an der Universität Hamburg (1989–1991) erfolgte im Jahr 1993 an der Universität Wien die Habilitation im Fach Indologie. Im selben Jahr wurde ihm der Kardinal-Innitzer-Förderungspreis für Geisteswissenschaften verliehen. Von Oktober 1995 bis zur Emeritierung im September 2019 lehrte er als Universitätsprofessor für Indologie an der Martin-Luther-Universität Halle-Wittenberg. Im Jahre 2000 erfolgte seine Wahl in den Verwaltungsrat der Helmuth von Glasenapp – Stiftung (Mainz), dessen Vorsitz er seit 2020 innehat. 2001 wurde er Sachverständiger der Indologischen Kommission in der Akademie der Wissenschaften und der Literatur zu Mainz, seit 2003 Mitglied der Kommission, von 1. Januar 2011 bis zu ihrer Überführung in die gemeinsame Fächergruppenkommission „Außereuropäische Sprachen und Kulturen“ (2016) blieb er ihr Vorsitzender. Am 21. Juni 2002 wurde er zum korrespondierenden Mitglied, am 5. November 2010 zum ordentlichen Mitglied der Akademie der Wissenschaften und der Literatur zu Mainz gewählt. Er war bis zu ihrer Auflösung (2020) Direktor der an der Universität Halle eingerichteten Arbeitsstelle für Historiographie und Geisteskultur Kaschmirs der Akademie der Wissenschaften und der Literatur (Mainz). Von 1998 bis 2009 wirkte er als Spartenherausgeber (Indologie) der Zeitschrift der Deutschen Morgenländischen Gesellschaft (ZDMG). Von 2010 bis 2011 war er 1. Geschäftsführer der Deutschen Morgenländischen Gesellschaft (DMG), von 2012 bis 2021 bekleidete er das Amt des 1. Vorsitzenden.

## Werke
- zus. mit N. Rastegar: Uto von Melzer (1881–1961); Werk und Nachlaß eines österreichischen Iranisten. Wien: Verl. d. Österr. Akad. d. Wiss. 1987, ISBN 3-7001-0804-4.
- Katalog der Sanskrit-Handschriften der Österreichischen Nationalbibliothek (Sammlungen Marcus Aurel Stein und Carl Alexander von Hügel). Wien: Verl. d. Österr. Akad. d. Wiss. 1990, ISBN 3-7001-1284-X.
- Śāradā: deskriptiv-synchrone Schriftkunde zur Bearbeitung kaschmirischer Sanskrit-Manuskripte; auf der Grundlage von Kuśalas Ghaṭakharpara-Gūḍhadīpikā. Reinbek: Wezler 1993, ISBN 3-88587-016-9.
- Vom Mokṣopāya-Śāstra zum Yogavāsiṣṭha-Mahārāmāyaṇa: philologische Untersuchungen zur Entwicklungs- und Überlieferungsgeschichte eines indischen Lehrwerks mit Anspruch auf Heilsrelevanz. Wien: Verl. der Österr. Akad. der Wiss. 1994, ISBN 3-7001-2133-4.
- Medieval Kashmir and the Science of History. [The University of Texas at Austin, Madden Lecture 2003-4]. Austin 2004.
- Upanischaden; Arkanum des Veda. Aus dem Sanskrit übersetzt und hrsg. Verlag der Weltreligionen, Frankfurt am Main 2009. Durchgesehene und korrigierte Neuausgabe. Taschenbuch. Verlag der Weltreligionen, Frankfurt am Main 2019, ISBN 978-3-458-24211-6.
- Néti néti; On the meaning of an Upaniṣadic citation of some renown in Hindu texts and Western minds. [AWL. Abhandlungen der Geistes- und sozialwissenschaftlichen Klasse. 2010, 4.] Mainz 2010.
- Suum cuique; Zur ideengeschichtlichen Verankerung einiger indischer Gewaltphänomene. [AWL. Abhandlungen der Geistes- und sozialwissenschaftlichen Klasse. 2012, 3.] Mainz 2012.
- Trimūrti; Zur Verwandlung eines inklusivistischen Dominanzbegriffs in eine monotheistische Trinitätslehre. [AWL. Abhandlungen der Geistes- und sozialwissenschaftlichen Klasse. 2012, 4.] Mainz 2012.
- Kingship in Kaśmīr (AD 1148‒1459); From the Pen of Jonarāja, Court Paṇḍit to Sulṭān Zayn al-‛Ābidīn. Critically Edited with an Annotated Translation, Indexes and Maps. (= Studia Indologica Universitatis Halensis, 7). Halle 2014, ISBN 978-3-86977-088-8.
- Bacchanal im Himmel und andere Proben aus Maṅkha. [AWL. Veröffentlichungen der Indologischen Kommission. 3.] Mainz 2015. ISBN 978-3-447-10456-2.
- Wo unter schön belaubtem Baume Yama mit den Göttern zecht: Zweisprachige Proben vedischer Lyrik. [Indologica Marpurgensia. 9.] München 2019. ISBN 978-3-87410-148-6.
- Harṣa von Kaschmir. Ein politisches Sittengemälde aus dem indischen Mittelalter. Kalhaṇas Rājataraṅgiṇī (Buch 7) mit annotierter Übersetzung kritisch neu herausgegeben von Walter Slaje [Akademie der Wissenschaften und der Literatur, Mainz. Veröffentlichungen der Kommission für Außereuropäische Sprachen und Kulturen. 4.]. Wiesbaden 2019, ISBN 978-3-447-11236-9.
- Brahmā’s Curse. Facets of Political and Social Violence in Premodern Kashmir (= Studia Indologica Universitatis Halensis, 13). Halle 2019, ISBN 978-3-86977-199-1.
- Kleine Schriften zur kaschmirischen Kultur- und Geistesgeschichte. Band 1 und 2. Herausgegeben von Jürgen Hanneder, Andreas Pohlus und Roland Steiner. Indica et Tibetica, Marburg 2019, ISBN 978-3-923776-64-1 bzw. ISBN 978-3-923776-65-8.
- Kaschmir unter den Šāhmīrīden. Śrīvaras Jaina- und Rājataraṅgiṇī, A.D. 1451–1486. Vier zeitgeschichtliche Herrscherviten eines indo-persischen Sultanats. Mit annotierter Übersetzung neu herausgegeben (= Studia Indologica Universitatis Halensis, 20). Halle 2022, ISBN 978-3-86977-252-3.
- Vájra. Zur Schleuderwaffe im Rigveda. (Conundrums in Indology. III). (= Studia Indologica Universitatis Halensis, 21). Halle 2022, ISBN 978-3-86977-253-0.